# Облаци (ТВ филм из 1988)
„Облаци” је југословенски и македонски ТВ филм из 1988. године. Режирао га је Артур Фридман који је написао и сценарио.

## Улоге
| Глумац             | Улога |
| ------------------ | ----- |
| Јорданчо Чевревски |       |
| Љиљана Јовановска  |       |